# Nhà máy điện hạt nhân Fukushima I
Nhà máy điện hạt nhân Fukushima I (福島第一原子力発電所 (Phúc Đảo đệ nhất nguyên tử lực phát điện sở) Fukushima Dai-Ichi Genshiryoku Hatsudensho,  Fukushima I NPP, 1F), hay gọi tắt là Fukushima Dai-ichi, là một nhà máy điện hạt nhân nằm ở thị trấn Okuma,  huyện Futaba, Fukushima, Nhật Bản. Nhà máy có sáu lò phản ứng nước sôi. Các tổ hợp này cung cấp lượng điện 4,7 GW, là một trong 25 nhà máy điện lớn nhất trên thế giới. Fukushima I là nhà máy hạt nhân được xây dựng và vận hành đầu tiên của Công ty Điện lực Tokyo (TEPCO).
Nhà máy điện hạt nhân Fukushima II, nằm cách nhà máy này 11,5 kilômét (7,1 mi) về phía nam, cũng do TEPCO quản lý và vận hành.

## Sự cố năm 2011
Tháng 3, 2011, trong trận động đất Sendai, chính phủ Nhật Bản thông báo tình trạng khẩn cấp về năng lượng nguyên tử và sơ tán hàng ngàn dân sống trong khu vực gần nhà máy Fukushima I.
Cơ quan Năng lượng nguyên tử quốc tế cảnh báo Nhật Bản năm 2008 rằng các nguyên tắc an toàn không được cập nhật và các trận động đất lớn có thể gây ra những vấn đề nghiêm trong đối với các nhà máy điện hạt nhân.

### Media
- Webcam cảnh nhà máy điện hạt nhân Fukushima I, cập nhật theo giờ (hiện thời đã ngừng hoạt động)
- Archived photo Lưu trữ ngày 28 tháng 5 năm 2017 tại Wayback Machine. Tỏ máy số 1 bên trái.
- Đoạn video về vụ nỏ nhà máy